# Enrique Baldivieso
Enrique Baldivieso is een provincie in het departement Potosí in Bolivia. De provincie is vernoemd naar een vicepresident van Bolivia, Enrique Baldivieso (1901 - 1957), in de regeerperiode 1938 - 1939.

## Geografie
De provincie is een van de zestien provincies in het departement. Het ligt tussen 21° 03' en 21° 51' zuiderbreedte en tussen 67° 07' en 67° 48' westerlengte. De provincie strekt zich ca. 120 kilometer uit van noordwest naar zuidoost met een gemiddelde breedte van 35 km. Het heeft een oppervlakte van 2254 km², even groot als de provincie Groningen. De provincie is omringd door de provincie Nor Lípez, enkel in het zuidoosten grenst het aan de provincie Sud Lípez.

## Demografie
De belangrijkste taal in de provincie is met 96% Quechua, naast 86% Spaans. Uit volkstellingen blijkt dat het aantal inwoners is gestegen van 1313 in 1992 naar 1640 in 2001, een stijging van 25%. 46.5% van de bevolking is jonger dan 15 jaar oud. 99.7% heeft geen toegang tot elektriciteit, 99% leeft zonder sanitaire voorzieningen, 72% van de bevolking werkt in de landbouw en 28% in de dienstverlening. 95% van de mensen is katholiek en 2% is evangelisch.

## Bestuurlijke indeling
Enrique Baldivieso bestaat uit één gemeente: San Agustín (identisch met de provincie), die is onderverdeeld in vier kantons.
- Alota
- Cerro Gordo
- San Agustín
- Todos Santos

Alonso de Ibáñez · 
Antonio Quijarro · 
Bernardino Bilbao · 
Charcas · 
Chayanta · 
Cornelio Saavedra · 
Daniel Campos · 
Enrique Baldivieso · 
José María Linares · 
Modesto Omiste · 
Nor Chichas · 
Nor Lípez · 
Rafael Bustillo · 
Sud Chichas · 
Sud Lípez · 
Tomás Frías